# Centaurea virgata
Centaurea virgata — вид рослин з роду волошка (Centaurea), з родини айстрових (Asteraceae). Етимологія: лат. virgatus — «гіллястий».

## Середовище проживання
Поширений у Західній Азії, Центральній Азії, на Кавказі. Вид інтродукований у США.